# VfB Iggelheim
Der VfB 1913 Iggelheim e. V. ist ein deutscher Fußballverein mit Sitz im Ortsteil Iggelheim der rheinland-pfälzischen verbandsfreien Gemeinde Böhl-Iggelheim im Rhein-Pfalz-Kreis.

## Geschichte

### Gründung bis Zweiter Weltkrieg
Nachdem der im Jahr 1908 gegründete 1. Fußballverein Viktoria Iggelheim relativ schnell wieder aufgelöst werden sollte, wurde mit der Gründung des VfB Iggelheim im Jahr 1913 dann ein zweiter Versuch gestartet. Diese Mannschaft kam dann jedoch vorerst nur zu Freundschaftsspielen gegen benachbarte Verein, bis der Ausbruch des Ersten Weltkriegs dem Vereinsleben erstmal einen Riegel vorschob. Im Jahr 1934 gelang schließlich der Vorderpfalzkreismeistertitel in der A-Klasse, womit der Verein sich für die Aufstiegsspiele zur Bezirksliga qualifizierte. Wo man dann schließlich jedoch unterlag. Nach Ausbruch des Zweiten Weltkriegs sollte die Anzahl an verfügbaren Spielern erneut sinken, somit kam der Spielbetrieb nach und nach zum Erliegen. Trotzdem gelang im Jahr 1943 der Jugendmannschaft in einer Spielgemeinschaft mit Palatia Böhl der Sieg der Westmarkmeisterschaft, in dessen Finale man mit 3:2 die Mannschaft des 1. FC Kaiserslautern bezwingen konnte.

### Nachkriegszeit
Nach dem Ende des Krieges wurde der Verein dann mit dem örtlichen Turnverein zusammen gelegt und am 21. Juli 1946 als VfL Iggelsheim neu gegründet. Bereits in den ersten Jahren hatte man eine Favoriten-Rolle in, schaffte jedoch nie den Aufstieg in die Landesliga. Nachdem dann ein paar Spieler sich dann auch noch Vereinen in der Oberliga anschlossen, wurde die Spielstärke noch weiter geschwächt. Dies konnte dann im Jahr 1951 schließlich aber wieder aufgefangen werden und somit gelang es dann sich auch in den Aufstiegsspielen durchzusetzen und damit zur Saison 1951/52 in die mittlerweile drittklassige Landesliga Vorderpfalz aufzusteigen. Dort platzierte man sich dann mit 24:28 Punkten auf dem zehnten Platz, da die Liga nach dieser Spielzeit jedoch aufgelöst wurde, spielte der Verein in der Folgesaison in der viertklassigen 2. Amateurliga. Dort spielte man gleich aber auch oben mit und erreicht im Sommer 1956 dann auch die Meisterschaft und den Aufstieg in die 1. Amateurliga Südwest. Die erste Saison hier konnte dann mit 31:29 Punkten auf dem sechsten Platz der Tabelle abgeschlossen werden. Von da an steckte man jedoch stets im Abstiegskampf und musste am Ende der Saison 1959/60 dann schließlich zurück in die 2. Amateurliga absteigen. Zum 1. Januar 1960 trennten sich die Fußballer dann wieder von den Turnen und wurden als VfB somit wieder eigenständig. Im Jahr 1963 folgte dann schließlich auch noch der Abstieg in die A-Klasse, von dort aus gelang dann 1967 schließlich schon wieder die Rückkehr in die 2. Amateurliga.

### Heutige Zeit
In der Saison 2003/04 spielte der Verein in der Bezirksklasse Vorderpfalz, stieg am Ende dieser Spielzeit mit lediglich 6 Punkten in die Kreisliga Speyer ab. Von dort aus ging es im Anschluss der Saison 2005/06 dann mit 20 Punkten über den 14. Platz weiter runter in die 1. Kreisklasse Speyer. Hier sollte dann nach der Spielzeit 2008/09 mit 70 Punkten die Meisterschaft gelingen und damit auch der Wiederaufstieg in die Kreisliga. Mit 72 Punkten gelang am Ende der Saison 2010/11 dann auch wieder die Meisterschaft und die Rückkehr in die Bezirksklasse. Aus dieser sollte man sich in der Folgesaison mit lediglich 11 Punkten als 16. und damit letzter der Tabelle bereits schnell wieder verabschieden. Aus der Kreisliga wurde dann zur Saison 2013/14 die B-Klasse. Hier gelang in derselben Saison mit 71 Punkten ein weiteres Mal die Meisterschaft, womit die Mannschaft in die A-Klasse aufsteigen durfte. Hier wurde man im Anschluss der darauf folgenden Saison 2014/15 mit 67 Punkten ein weiteres Mal Meister und spielt somit zur nächsten Saison in der Bezirksliga Vorderpfalz. Auch hier ging es bereits nach einer Saison mit 21 Punkten als Tabellenletzter direkt wieder runter. Somit spielt die Mannschaft bis heute in der A-Klasse.

## Persönlichkeiten
- Uwe Eckel (* 1966), Jugendspieler und später u. a. Wormatia Worms, Hannover 96 und dem HSV